# Samuiłowo (obwód Błagojewgrad)
Samuiłowo (bułg. Самуилово) – wieś w Bułgarii, w obwodzie Błagojewgrad, w gminie Petricz. Według danych szacunkowych Ujednoliconego Systemu Ewidencji Ludności oraz Usług Administracyjnych dla Ludności, 15 czerwca 2020 roku miejscowość liczyła 852 mieszkańców.

## Historia
Wieś Samuiłowo ma bogatą historię starożytną. Na obszarze Gerkowec znaleziono pozostałości starożytnej osady z czasów rzymskich. Natomiast pozostałości średniowiecznej osady znajdują się na obszarze Kjumłuko. Miejscowość została wymieniona w osmańskich rejestrach podatkowych z lat 1570, 1606 i 1664–1665 pod nazwą Demidowo. Według pierwszego rejestru w wiosce znajdowało się 39 chrześcijańskich gospodarstw domowych oraz w wiosce mieszkało 4 muzułmanów. Prawdopodobnie na początku lat 30. XIX wieku, ludność bułgarska została wysiedlona i zastąpiona przez rodziny tureckie, które wyemigrowały z Serbii i Grecji. Pod koniec XIX wieku, według statystyk Wasiła Kynczowa, ówczesne Demidowo liczyło 350 mieszkańców, wszyscy to Turcy. Po wojnach bałkańskich (1912–1913) wieś została przyłączona do Bułgarii. Jej ludność turecka wyemigrowała, a osiedlili się na niej bułgarscy uchodźcy z Macedonii Egejskiej.

## Zabytki
Do rejestru zabytków wpisane są: Chram Zaśnięcia Najświętszej Maryi Panny oraz park Beła czeszma, ze źródełkiem o tej samej nazwie.

## Osoby związane z miejscowością

### Urodzeni
- Anton Popow (1915–1942) – bułgarski dziennikarz, poeta
- Ferdinand Jakow (1935–1996) – bułgarski pisarz[5]

### Zmarli
- Iwan Smołarski (1872–1928) – bułgarski wojewoda
- Christo Andonow (1887–1928) – bułgarski wojewoda

### Związani
- Kirił Terziew (1983) – bułgarski zapaśnik, urodzony w Petriczu, spędził tu całe dzieciństwo